# 大神神社 (大垣市)
大神神社（おおみわじんじゃ）は、岐阜県大垣市上石津町にある神社である。
美濃国多芸郡の式内社で、旧社格は郷社。全国にある大神神社の一つである。

## 祭神
- 大物主櫛甕玉命

配祀　
- 神倭磐余彦天皇
- 比賣多多良五十鈴姫命

## 沿革
- 創建時期は不明。持統天皇の治世時代、持統天皇が伊勢国行幸で伊勢国三重郡に到着した時、右大臣三輪朝臣高市麿が大物主櫛甕玉命の神託を受け、美濃国多芸山に創建したという。創建当初は大神神社と称していた。
- 永久元年（1113年）、暴風雨で近くの神社が大神神社に流れ着く。大神神社にこの神社（祭神は神倭磐余彦天皇、比賣多多良五十鈴姫命）を合祀し、流彦大明神に改称する。
- 永和7年（1375年）、現在地に移転する。
- 明治2年（1869年）、大神神社へ改称し、明治6年（1873年）郷社となる。

## 文化財
岐阜県指定天然記念物
- 大神神社の社叢[1]

## 交通アクセス
- 東海道本線関ケ原駅より、名阪近鉄バス関ヶ原時線「時」行き「宮」バス停下車。

## 周辺施設
- 西高木家陣屋

## その他
- 社伝による創建年は朱鳥6年とされているが、実際には朱鳥6年という年は存在しない。朱鳥元年が686年ということから朱鳥6年は691年頃と推測され、7世紀末期には創建と推測される。
- 現在の位置は旧美濃国石津郡である。永和7年に現在地に移転したのだが、それ以前は上之山という場所にあったという。